# ロバート・ミッチャム
ロバート・ミッチャム（Robert Mitchum, 本名: Robert Charles Durman Mitchum, 1917年8月6日 - 1997年7月1日）は、アメリカ合衆国出身の俳優。実弟ジョンも俳優。また長男ジェームズ、次男クリストファーはじめ、孫のキャリー、ベントレーも同じく俳優となっている。
眠たそうな瞳を擁した顔立ちに加え、がっしりとした体格を武器に戦後のスクリーンを賑わせたタフガイ俳優としてお馴染みで、スリーピング・アイという異名をとった。

## 生涯
スコットランド＝アイルランド系の父親とノルウェー系の母親の間に、コネチカット州にて生まれる。1歳のときに列車事故で鉄道員の父親を失い、一家は母親の実家のあるニューヨーク州に移り住む。子供の頃から家庭に恵まれずにすさんだ青春を送り、14歳のとき船員になろうと家を出て生計を立て、炭鉱夫、排水溝夫などの肉体労働で各地を回った。その末にカリフォルニア州に出稼ぎに出るが、浮浪者として逮捕されたこともあった。その後、プロボクサーとなって27試合に出場するが指を骨折し断念、キャッチコピーやトレードマークになった眠そうな眼はボクサー時の名残である。
1940年には同級生のドロシー・スペンサーと結婚し、南カリフォルニアにあるロッキード社の飛行機工場に就職。その頃、地元のアマチュア劇団に遭遇し、俳優としてのキャリアをスタートさせる。劇団で演技の経験を積み、クラブの歌手だった姉のマネージャーの紹介で映画界入りして、1942年には映画『Border Patrol』でボブ・ミッチャムの名で映画デビュー、1944年にはメトロ・ゴールドウィン・メイヤー社の『東京上空三十秒』に端役として出演して以来、RKO社の目に留まって専属契約を結び、本格的な主演級の俳優として注目される。翌年、従軍記者アーニー・パイル原作の『G・I・ジョー』ではアカデミー助演男優賞にノミネート。
1945年には徴兵されるが、終戦のため兵役期間は数ヶ月で終了。映画界に復帰し、1947年の『過去を逃れて』では悪女に翻弄される私立探偵を演じる。これにより無表情でクールなタフ・ガイとしてのイメージを築き上げ、その後も、ニューロティック映画の要素を取り入れた異色ウェスタン『追跡』、ユダヤ人差別問題にメスを入れた問題作『十字砲火』などの話題作に出演して頭角を現す。しかし、1948年にマリファナ所持の容疑で逮捕、43日間（2月16日から5月30日まで）監獄農場に勾留されたが、結果冤罪である事が証明された。ハワード・ヒューズの側近によるスターの移籍阻止をめぐる体制側による捏造だった事が後年判明した。この事件より逆にバッド・ボーイのイメージで売れ出し、さらに1950年代前半はこうした逆境をさらに跳ね除けるようにスターダムにトップスターに登りつめ、マリリン・モンローと共演した『帰らざる河』、ジャック・パランスと東西のタフガイ男優共演となった『第2の機会』などの大ヒットで地位を確立した。
尼僧と共に日本軍占領下の島に取り残された米兵を演じた『白い砂』、クルト・ユルゲンス率いるドイツ軍Uボートと頭脳戦を繰り広げる駆逐艦の艦長を演じた『眼下の敵』などこれまでのイメージのタフガイを演じた一方、50年代後半から1960年代にかけては一転して犯罪者役や悪役にも挑戦、『狩人の夜』のエセ伝道師役や逆恨みをテーマにした『恐怖の岬』の犯罪者マックス・ケイディ役などを務めた。後者は後にロバート・デ・ニーロ主演によって『ケープ・フィアー』としてリメイクされたが、ミッチャムはオリジナルの主演だったグレゴリー・ペックと共に脇役として特別出演していた（ミッチャムが被害者に助言する警部でペックが加害者側の悪徳弁護士と言う真逆の配役）。一方、西部劇では『エル・ドラド』でジョン・ウェインと共演したが、このときの役は女性関係で傷つきアルコール使用障害になった保安官であった。この作品ではジョン・ウェインとの息のあったコミカルな演技を見せた。若い頃から趣味で歌の作詞をしていたが、1958年の低予算探偵映画『Thunder Road』では製作、主演、脚本を手掛けただけでなく、主題歌「Whippoorwill」を作詞してヒットさせた。先の『エル・ドラド』ではピアノ弾き語りも撮影されたが公開版では削除された。他には『芝生は緑』、『史上最大の作戦』などに出演。
1970年代は大作『ライアンの娘』で難役を演じ、演技派として転向。1975年には日本を舞台に『ザ・ヤクザ』で高倉健と共演、来日時にインタビューした南部圭之助は、バッドボーイのイメージは皆無な紳士であったと、著書で証言している。またレイモンド・チャンドラー原作の『さらば愛しき女よ』では、私立探偵フィリップ・マーロウをハンフリー・ボガートとは一味違った年老いたキャラクターで演じて、映画もヒットした。 1980年代に入ってからは、TVドラマにおいてもハードボイルド系の作品で探偵役、マフィアものの作品での不気味なドンなど、性格俳優としても開眼。老いてますますキャリアを広げていった。
なお、辞退した主演として『ワイルドバンチ』『パットン大戦車軍団』『ローズバット』『アトランティック・シティ』などがある。
晩年は、偶然にも同年生まれでボクサー出身という共通点があり映画でも2本で共演したディーン・マーティンと同じ肺癌を患うが、病状をおして映画に出演を続け、孫娘キャリーとの共演を実現した後、1997年に呼吸器疾患が原因で死去した。

## 主な出演作
| 公開年    | 邦題 原題                                                        | 役名                             | 備考                 |
| --------- | ---------------------------------------------------------------- | -------------------------------- | -------------------- |
| 1943      | 大空に生きる Aerial Gunner                                       | ベンソン                         | クレジットなし       |
| 1944      | 東京上空三十秒 Thirty Seconds Over Tokyo                         | ボブ・グレイ                     |                      |
| 1944      | ネヴァダ男 Nevada                                                | ジム                             |                      |
| 1945      | G・I・ジョウ The Story of G. I. Joe                              | ウォーカー                       |                      |
| 1946      | 時の終りまで Till the End of Time                                | ウィリアム                       |                      |
| 1946      | 危険な女 The Locket                                              | ノーマン                         |                      |
| 1947      | 追跡 Pursued                                                     | ジェブ                           |                      |
| 1947      | 十字砲火 Crossfire                                               | ケーリー                         |                      |
| 1947      | 過去を逃れて Out of the Past                                     | ジェフ                           |                      |
| 1948      | 荒原の女 Rachel and the Stranger                                 | ジム・フェアウェイズ             |                      |
| 1948      | 月下の銃声 Blood on the Moon                                     | ジム                             |                      |
| 1949      | 赤い子馬 The Red Pony                                            | ビリー・バック                   |                      |
| 1949      | 仮面の報酬 The Big Steal                                         | デューク・ホリデー中尉           |                      |
| 1949      | ママの青春 Holiday Affair                                        | スティーヴ・メイソン             |                      |
| 1950      | ゼロへの逃避行 Where Danger Lives                                | ジェフ・キャメロン               |                      |
| 1951      | 禁じられた過去 My Forbidden Past                                 | マーク・ルーカス                 |                      |
| 1951      | 替え玉殺人計画 His Kind of Woman                                 | ダン・ミルナー                   |                      |
| 1951      | 脅迫者 The Racket                                                | トーマス                         |                      |
| 1952      | マカオ Macau                                                     | ニック・コーコラン               |                      |
| 1952      | 零号作戦 One Minute to Zero                                      | スティーヴ                       |                      |
| 1952      | 天使の顔 Angel Face                                              | フランク                         |                      |
| 1952      | ラスティ・メン/死のロデオ The Lusty Men                          | ジェフ                           |                      |
| 1953      | 蛮地の太陽 White Witch Doctor                                    | ジョン・ダグラス                 |                      |
| 1953      | 第二の機会 Second Chance                                         | ラス・ランバート                 |                      |
| 1954      | セラーズ先生今日は She Couldn't Say No                           | ロバート・セラーズ               |                      |
| 1954      | 帰らざる河 River of No Return                                    | マット・カルダー                 |                      |
| 1954      | 血ぬられし爪あと/影なき殺人ピューマ Track of the Cat             | カート・ブリッジス               |                      |
| 1955      | 見知らぬ人でなく Not as a Stranger                               | ルーカス・マーシュ               |                      |
| 1955      | 狩人の夜 The Night of the Hunter                                 | ハリー・パウエル                 |                      |
| 1955      | 街中の拳銃に狙われる男 Man with the Gun                          | クリント・トリンガー             |                      |
| 1956      | 外国の陰謀 Foreign Intrigue                                      | デイヴ・ビショップ               |                      |
| 1956      | 叛逆者の群れ Bandido                                             | ウィルソン                       |                      |
| 1957      | 白い砂 Heaven Knows, Mr. Allison                                 | アリソン                         |                      |
| 1957      | 海の荒くれ Fire Down Below                                       | フェリックス                     |                      |
| 1957      | 眼下の敵 The Enemy Below                                         | ミュレル                         |                      |
| 1958      | 死の驀走 Thunder Road                                            | ルーカス                         | 兼製作               |
| 1958      | 追撃機 The Hunters                                               | クリーヴ                         |                      |
| 1959      | 怒りの丘 The Angry Hills                                         | マイク・モリソン                 |                      |
| 1959      | メキシコの暴れん坊 The Wonderful Country                         | マーティン・ブラディ             |                      |
| 1959      | 肉体の遺産 Home from the Hill                                    | ウェイド                         |                      |
| 1960      | 抵抗する勇士 A Terrible Beauty                                   | ダーモット・オニール             |                      |
| 1960      | サンダウナーズ The Sundowners                                    | パディ・カーモディ               |                      |
| 1960      | 芝生は緑 The Grass Is Greener                                    | チャールズ                       |                      |
| 1961      | おかしな兵隊物語 The Last Time I Saw Archie                      | アーチー・ホール                 |                      |
| 1962      | 史上最大の作戦 The Longest Day                                   | ノーマン・コータ准将             |                      |
| 1962      | すれちがいの街角 Two for the Seesaw                              | ジェリー・ライアン               |                      |
| 1962      | 恐怖の岬 Cape Fear                                               | マックス・ケイディ               |                      |
| 1963      | 秘密殺人計画書 The List of Adrian Messenger                      |                                  |                      |
| 1963      | ランページ Rampage                                               | ハリー・スタントン               |                      |
| 1964      | 銃殺指令 Man in the Middle                                       | バーニー・アダムス               |                      |
| 1964      | 何という行き方! What a Way to Go!                                | ロッド・アンダーソンJr           |                      |
| 1965      | ジャングル・モーゼ Mister Moses                                  | ジョー・モーゼ                   |                      |
| 1966      | エル・ドラド El Dorado                                           | J・P・ハラー保安官               |                      |
| 1968      | 戦うパンチョビラ Villa Rides!                                    | リー・アーノルド                 |                      |
| 1968      | アンツィオ大作戦 Lo sbarco di Anzio                              | ディック・エニス                 |                      |
| 1968      | 5枚のカード 5 Card Stud                                          | ジョナサン・ラッド               |                      |
| 1968      | 秘密の儀式 Secret Ceremony                                       | アルバート                       |                      |
| 1969      | 国境のかなたに明日はない Young Billy Young                       | ベン・ケイン                     |                      |
| 1969      | 悪党谷の二人 The Good Guys and the Bad Guys                      | フラッグ                         |                      |
| 1970      | ライアンの娘 Ryan's Daughter                                     | チャールズ・ショーネシー         |                      |
| 1972      | サンタマリア特命隊 The Wrath of God                              | オリヴァー・ヴァン・ホーン       |                      |
| 1973      | エディ・コイルの友人たち The Friends of Eddie Coyle              | エディ・フィンガーズ・コイル     |                      |
| 1974      | ザ・ヤクザ The Yakuza                                            | ハリー                           |                      |
| 1975      | さらば愛しき女よ Farewell, My Lovely                             | フィリップ・マーロウ             |                      |
| 1976      | ラスト・タイクーン The Last Tycoon                               | パット・ブラディ                 |                      |
| 1976      | ミッドウェイ Midway                                              | ウィリアム・ハルゼー中将         |                      |
| 1977      | アムステルダム・キル The Amsterdam Kill                          | クインラン                       |                      |
| 1978      | 大いなる眠り The Big Sleep                                       | フィリップ・マーロウ             |                      |
| 1978      | マチルダ Matilda                                                 |                                  |                      |
| 1978      | 戦争のはらわたII Steiner - Das Eiserne Kreuz, 2. Teil            | ロジャース                       |                      |
| 1980      | THEエージェンシー Agency                                         | テッド・クイン                   |                      |
| 1980      | ナイトキル Nightkill                                             | ドナー／ロドリゲス               |                      |
| 1982      | パラレル・デス/殺しの真相 One Shoe Makes It Murder               | ハロルド                         | テレビ映画           |
| 1982      | 栄光の季節 That Championship Season                              |                                  |                      |
| 1983      | 戦争の嵐 The Winds of War                                        | ヴィクター・ヘンリー             | テレビ・ミニシリーズ |
| 1983      | ジェームズ・スペイダーの 明日に向って走れ A Killer in the Family | ゲイリー                         | テレビ映画           |
| 1984      | マリアの恋人 Maria's Love                                        | イヴァンの父                     |                      |
| 1985      | 華麗なる旅路・新聞王ハーストの恋 The Hearst and Davies Affair    | ウィリアム・ランドルフ・ハースト | テレビ映画           |
| 1985      | 南北戦争物語 愛と自由への大地 North and South                    | パトリック・フリン               | テレビ・ミニシリーズ |
| 1986      | ロバート・ミッチャム 男たちの勲章 Thompson's Last Run            | ジョニー・トンプソン             | テレビ映画           |
| 1988      | ミスター・ノース 風を運んだ男 Mr. North                          | ボスワース氏                     |                      |
| 1988      | 3人のゴースト Scrooged                                           | プレストン                       |                      |
| 1988-1989 | 戦争の黙示録 War and Remembrance                                 | ヴィクター・ヘンリー             | テレビ・ミニシリーズ |
| 1989      | CIA/薔薇の復讐 Brotherhood of the Rose                           | ジョン・エリオット               | テレビ映画           |
| 1989      | 私立探偵ジェイク Jake Spanner, Private Eye                       | ジェイク                         | テレビ映画           |
| 1990      | レプスキー絶体絶命/その男凶暴につき Présumé dangereux            | フォレスター教授                 |                      |
| 1990      | ミッドナイト・ライド Midnight Ride                               |                                  |                      |
| 1991      | ケープ・フィアー Cape Fear                                       | エルガート警部                   |                      |
| 1993      | トゥームストーン Tombstone                                       | ナレーター                       | 声のみ               |
| 1993      | デッド・ボディ Woman of Desire                                   | ウォルター・J・ヒル              |                      |
| 1994      | バック・ファイアー! 'Backfire!                                   | マーク・マーシャル               |                      |
| 1995      | デッドマン Dead Man                                              | ジョン・ディキソン               |                      |
| 1997      | 傷心 ジェームズ・ディーン愛の伝説 James Dean: Race with Destiny  | ジョージ・スティーヴンス         | テレビ映画           |